# 王守诚 (元朝)
王守诚（1296年—1349年），字君实，太原阳曲人，元朝政治人物。
泰定元年（1324年）同进士出身，试礼部第一。授秘书郎，迁太常博士，续编《太常集礼》若干卷进上，担任艺林库使，参与编写《经世大典》。转任陕西行台监察御史。入朝为礼部尚书，参与修辽史、宋史、金史三史，书成，擢升为中书参议。元顺帝至正五年（1345年）为河南行省参知政事，对栽赃诬人之事，都能辨析详情，为之平反。宣抚四川，有政声。后官至河南行省左丞，未任，为母丁忧归乡。病故后，谥文昭。有文集若干卷。